# On dit que j'ai soixante-quinze ans
On dit que j'ai soixante-quinze ans est une œuvre de Georges Simenon publiée pour la première fois le 2 juin 1980 aux Presses de la Cité.
L'œuvre est dictée par Simenon à Lausanne, 12 avenue des Figuiers, du 21 mars au 5 juin, puis à Glion (clinique de Valmont), du 1er au 13 juillet 1978 ; et révisée en août 1978.
Elle fait partie de ses Dictées.